# عبد الكريم الجيلي
عبد الكريم الجيلي (767-826 هجرية) واسمه عبد الكريم بن إبراهيم بن عبد الكريم بن خليفة بن أحمد بن محمود الربعي نسبا القادري طريقةً. عبـد الكريم بـن إبراهيم، قـطب الدين. لـقّب بـ «الجيلي أو الجيلاني»، نسبة إلى جيلان (العراق) بلدة أسرته. وُلـد فيها «قرب المدائن وهي موطن جده من أمه الشيخ عبد القادر الجيلاني ولقب الجيلي لشهرة أهل أمه وورد في المصادر أنه سبط الجيلاني؛ أي من أولاد بناته» سنة 767 ه‍ / 1365 م. وهو الذي أكّد هذا التاريخ بقوله شعراً، في قصيدته الشهيرة «النادرات العينيَّة».
ففي أوّلِ الشهر المحرّم حرمةً
لستّين مع سبعٍ على سبعمائةٍ
ظهوري، وبالسعد العُطارد طالعُ
مع الهجرة الغرّاء، سقتني المراضعُ.
وتوفي الشيخ عبد الكريم الجيلي في عام 805 هـ، في زبيد في اليمن وإما الضريح الموجود في مسجد عبد الكريم الجيلي ببغداد فهو لوالده.

## أسفاره
كان الجيلي مولعاً بالسفر. فقد رحل وهو في سنّ الشباب عن بغداد ليسافر إلى بلاد فارس. وهناك أتقن اللغة الفارسيّة، ثمّ وضع فيها مؤلّفه الصغير «جنّة المعارف وغاية المريد والعارف»، ومن هناك رحل إلى الهند، فتعلّم لغتها، وتأمّل في عقائد أهلها. وقابل معلّمي دياناتهم، وتعرّف أسرار عباداتهم ثمّ درس عقائدهم. ومن الهند انطلق إلى جزيرة العرب، حيث انطلقت الدعوة الإسلاميَّة الأُولى، وبدأ يتجوّل في ما حولها من بلاد، إلى أن حطّ ترحاله في اليمن، فوصل مدينة زبيد سنة 796 ه‍، إذ كان له من العمر 30 عاماً. وفي هذه المدينة التقى شيخ الصوفيَّة، شرف الدين بن إسماعيل الجبرتي، الذي كان له تأثير كبير عليه. رحل الجيلي من اليمن إلى صحراء بلاد العرب، قاصداً مدينة مكّة المكرّمة، حيث وصلها أواخر سنة 799 ه‍. فكان له فيها وما في حولها بمنزلة حقيقة الذات الإلهيَّة، التي طالما كان يتوق إليها. وهناك التقى أهل التصوّف. وعقد معهم الكلام عن اسم الله الأعظم، الذي لا يعرفه إلاّ أولياء الله وقد اتّفقوا أنّ اسم الله الأعظم «هو». فجادلهم الجيلي بقوله «هو» اسم إشارة إلى الغائب. أمّا الله فهو حاضر في كلّ ما حوله.
وصل الجيلي سنة 803 ه‍ /1402 م، إلى القاهرة في مصر، واجتمع بعلماء جامع الأزهر، وتباحث معهم بأمور الدِين. وأنهى كتابه في علوم التصوّف، «غنية أرباب السماع». وبعد ذلك غادر متوجّهاً إلى غزّة في فلسطين. ثمّ انطلق منها، من جديد، إلى اليمن، حيث وصل مدينة زبيدة سنة 805 ه‍ /1404 م. ومنها انطلق ليزور باقي مدن اليمن. ليعود بعدها من جديد إلى زبيد، حيث أنهى فيها كتابه «الإنسان الكامل». وفيها توفّي سنة 832 ه‍ / 1428 م. بعد أن قضى معظم أيّام حياته في السفر والترحـال، في سبيل تحصيل العلوم والمجاهدة الروحيَّة.

## شيوخه ومعلّموه
كان جمال الدِين المكدش (ت 790 ه‍ / 1388 م) أوّل شيخ فقيه يلتقيه الجيلي. ولم يكن قد بلغ العشرين ربيعاً، فتتلمذ عليه. كما صحب وتتلمذ على يد الشيخ الشاعر الصوفيّ أبي محمّد الحكاك. كما التقى الشيخ الصوفيّ إسماعيل الجبرتي (ت 806 ه‍ / 1405 م)، زعيم الطريقة القادريَّة، ومن أصحاب الشهرة في عصره، وأصحاب الجذبات والسماع. وقد ساعده كثيراً في مواقف روحيَّة. وذكره الجيلي في مؤلّفاته الصوفيَّة، وهذا يدلّ على قوّة تأثّره بشخصيَّة معلّمه إسماعيل الجبرتي. ومن بعد وفاته (الشيخ إسماعيل الجبرتي) انتقلت الزعامة الصوفيَّة إلى الشيخ أحمد بن أبي الرداد الذي كان
آخِر شيوخ الجيلي.
يُعَدّ الشيخ أحمد بن أبي الرداد، من كبار صوفيَّة بلاد اليمن. وكانت تربطه علاقة قويَّة مع الجيلي. وقد ذكره الجيلي في كثير من مؤلّفاته. وقد تكون قوّة علاقتهما مستمدّة من ثقة الشيخ الجبرتي بأبي الرداد، الذي كان قد نصّبه شيخاً على الصوفيَّة خلفاً له سنة 802 ه‍ / 1401 م. فثقة الجيلي بمعلّمه وشيخه الجبرتي، جعلت منه يثق بخليفته وتلميذه أبي الرداد. وكذلك هناك نقطة ثانية جعلت من علاقتهما قويَّة، هي أنّ تصوّف أبي الرداد كان يميل إلى تصوّف الفلاسفة. وهذا الجانب الفلسفيّ من التصوّف هو ما عُني به الجيلي في حياته.

## فكره
صحب الجيلي كبار مشايخ الصوفيَّة في عصره، وأخذ من معارفهم وعلومهم في الدِين والتصوّف والفلسفة. لكنّه أحبّ الفلسفة فاعتمد عليها من حين إلى حين، وخاصّة الفلسفة اليونانيَّة والهنديَّة والفارسيَّة. ولعلّ رحلاته الكثيرة هي التي أغنته بالمعرفة والعلوم كافّة، فنهل منها ما استطاع. يميل الجيلي في أسلوبه إلى الغموض في العبارات. فهو كثيراً ما يستعمل الرموز والإشارات في كلامه. إذ كثيراً ما يستعمل الإشارة على العبارة، والتلويح على التصريح. كما أنّه مولع بضرب الأمثال الرمزيَّة. وقد استعمل، من قبله، هذه الطريقة كثير من أئمّة الصوفيَّة، أمثال ابن عربي والسهروردي وغيرهما. أمّا الغموض فكثيراً ما يغلب في كتاباته، وإن كان في بعض الأحيان يميل إلى الوضوح في كلامه. وكأنّه يكشف عن الأسرار التي وهبها الله للصوفيَّة. وهو يرى أنّ طريقته هذه ما هي إلاّ تنفيذ للأوامر الإلهيَّة. وقد قدّم فكره الفلسفيّ الصوفيّ في أبيات شعريَّة من خلال قصيدته الشهيرة «النادرات العينيَّة». ويُعَدّ الجيلي من دعاة فلسفة وحدة الوجود، مثل ابن عربي. وهو يطرح مذهب وحدة الشهود بطريقة تتّسم بالعقلانيَّة الشديدة والإحكام في التركيب الصوفيّ. ويرى أنّه لا وجود في الكون لغير الله، والإنسان جزء منه أو هو صورة من صور الله. والله عين الموجودات، وكلّ ما يفعله الإنسان هو فعل الله.

## فلسفته
تعدّدت المواضيع الفلسفيَّة عند الجيلي. لكنّها جميعاً تدور حول نظريَّة واحدة، هي الفكر الوجوديّ، أي نظريَّة وحدة الوجود، حسب الفكر الصوفيّ. وقد
وضع الجيلي أفكاره الفلسفيَّة هذه في كثير من مؤلّفاته. لكنّه أكثر منها في قصيدته المذكورة أعلاه. كما أنّه صبّها بشكل أوسع ومفصّل في كتابه "الإنسان الكامل في معرفة الأواخر والأوائل". وسنعرض هذه الأفكار بشكل مقتضب في كلامنا على هذا الكتاب. يرى الجيلي في الديانات غير السماويَّة، أنّهم جميعاً يعبدون الله، لكنْ كلّ على طريقته الخاصّة. ذلك لأنّ الله خلقهم للعبادة، وما خلقهم إلاّ ليعبدون. وبعبادتهم تظهر حقائق الأسماء والصفات الإلهيَّة. ويكون الله متجلّياً على جميع مخلوقاته. فيظهر الله في المراتب الحقّيَّة والخلقيَّة، وتصير رحمته عامّة في جميع الموجودات من الحضرة الرحمانيَّة. ولعلّ أوّل رحمة رحم الله بها الموجودات أن أوجد العالَم من نَفْسه، حسب قوله تعالى +وسخّر لكم ما في السموات وما في الأرض جميعاً منه". وكأنّ الجيلي يريد أن يقول، إنّ الإنسان حرّ في عبادته، لأنّ كلّ ما يعبده، هو آتٍ من الله. لأنّ الله موجود في كلّ ذرّة من ذرّات الموجودات. وإنّه ظاهر في كلّ الأشياء، ومتجلٍّ على كلّ الجهات. فإذا عبد الإنسان الكواكب، فهو يعبد الله، لأنّ الكواكب من فعله تعالى. والكواكب التي عبدها الإنسان سبعة، الشمس - القمر - المشتري - زحل - المرّيخ - الزهرة - عطارد. وكلّ كوكب من هذه الكواكب يمثّل صفة من الصفات الإلهيَّة. وهذه الصفات موجودة في كلّ كوكب. والله هو حقيقة هذه الأسماء، وحقيقة تلك الكواكب. أمّا في الديانات السماويَّة، فإنّه يرى أنّ جميع الأنبياء إنّما أُرسلوا إلى أقوامهم بالحقّ الذي لا شكّ فيه.
إنّ الإيمان نُور في القلب، والقلب هو موضع أنوار الإيمان. لذلك اهتمّ المتصوّفة بالقلب وخطراته. وكان شغلهم بمراقبة القلب ومحاسبة النَفْس، حتّى لا
يغيب المرء في متاهات الضلالة إن غفل قلبه وفرط أمره في اتّباع أهوائه. والجيلي يعطي أهمّيَّة للقلب سواء في الفكر الفلسفيّ أو الدينيّ. وهو يشير بذلك إلى الحديث القدسي الذي ذكره الغزالي في كتابه «إحياء علوم الدِين»: «ما وسعني أرضي ولا سماواتي، ووسعني قلب عبدي المؤمن». والجيلي يسمّي القلب بالنُور الأزليّ، الذي يعدّ لبابة المخلوقات وخلاصة الموجودات. ويقول أيضاً إنّ القلب سُمّي قلباً لسرعة تفريغ ما فيه. وإنّه سريع التقلّب وذلك لأنّه نقطة يدور عليها محيط الأسماء والصفات. فإذا قابلت اسماً أو صفةً بشرط المواجهة انطبعت بحكم ذلك الاسم والصفة. يرى الجيلي أنّه لو كان العالَم هو الأصل لكان أَولى بالوسع من القلب. فاعلم أنّ القلب هو الأصل وأنّ العالَم هو الفرع. ويقول إنّ هذا الوسع على ثلاثة أنواع وكلّها سائغة في القلب:
1- هو وسع العلم، وذلك هو المعرفة بالله، فلا شيء في الوجود يعقل آثار الحقّ ويعرف ما يستحقّه كما ينبغي إلاّ القلب.
2- هو وسع المشاهدة، وذلك هو الكشف الذي يطلع القلب به على محاسن الله، فيذوق لذّة أسمائه وصفاته بعد أن يشهدها، فلا شيء من المخلوقات يذوق ما لله تعالى إلاّ القلب.
3- وسع الخلافة، وهو التحقّق بأسمائه وصفاته، حتّى إنّه يرى ذاته ذاته، فتكون هويَّة الحقّ عين هويَّة العبد. فيتصرّف في الوجود تصرّف الخليفة في ملك المتخلّف، وهذه وسع المحقّقين.
يربط الجيلي الإيمان بالقلب، ويرى أنّ معرفة الإيمان مطلقة، لأنّها متعلّقة بالأسماء والصفات، وأنّ معرفة العقل متعلّقة بالآثار. وهي ولو كانت معرفة،
تبقى ليست بالمعرفة المطلوبة لأهل الله (أي المتصوّفة). وأنّ نسبة العقل المعاش إلى العقل الكلّيّ. نسبة الناظر إلى الشعاع. ولا يكون الشعاع إلاّ من جهة واحدة، فهو لا يتطرّق إلى هيئة الشمس ولا يعرف صورتها. وكذلك العقل المعاش، فهو لا يضيء إلاّ من جهة واحدة، وهي وجهة النظر والدليل والقياس في الفكر. وكأنّ الجيلي يقول إنّ أوّل ما يفيد الإيمان صاحبه، هو أن تتكشّف لبصيرته الحقائق دون الحاجة إلى دليل عقليّ. وإنّما تكون مكاشفاته ومعرفته بنُور الإيمان. وبذلك تكون المعرفة الإيمانيَّة عند الجيلي، أعلى من المعرفة العقليَّة. وكأنّه يتّبع خطّ الغزالي في تحجيم دَور المعرفة العقليَّة.

## الجيلي شاعراً
يتميّز الشعر عند الجيلي بحسّ مرهف. إذ يميل بشعره إلى الصور المفتعلة والتعقيدات في تركيب الكلام. بل يميل إلى التشبيه والاستعارة، وهما من أبسط صور البلاغة وأقربها إلى فكر الإنسان وقلبه. وللجيلي كثير من القصائد الشعريَّة في مؤلّفاته الكثيرة، عبّر فيها عن فكره الأدبيّ الفلسفيّ. لكنّ
أهمّ ما نظمه شعراً، هو قصيدته «النادرات العينيَّة في البادرات الغيبيَّة»، التي تُعَدّ ثاني أطول قصيدة في الشعر الصوفيّ، ويبلغ عدد أبياتها 540 بيتاً.
والقصيدة التي تسبقها هي قصيدة «نظم السلوك» لابن الفارض، والتي تعدّ 667 بيتاً، وتُعرف بالتائيَّة.
تتميّز قصيدة «النادرات العينيَّة» بأنّها واحدة من أهمّ النصوص الشعريَّة في تاريخ الأدب الصوفيّ. وقد عُني بها كثير من المتصوّفة، أمثال الشيخ عبد الغني النابلسي وغيره. وقد تعدّدت وتنوّعت مواضيعها. إذ بالإضافة إلى حديثه - أي الجيلي - عن مفهوم الحبّ الصوفيّ، فهو يسرد لنا سيرته الذاتيَّة، من يوم مولده. كما يسرد لنا كيف أنّ نَفْسه كانت تتوق من حداثتها إلى سلوك طريق الصوفيَّة، طريق الحقّ. وهو يتحدّث باستفاضة عن تجربته الروحيَّة التي مرّ بها في طريق الحقيقة. وبالإضافة إلى هذه المواضيع، فإنّ الجيلي، يستفيض في قصيدته بتصوير كيف أنّ الروح تهبط من عند البارئ تعالى إلى العالَم الأرضيّ، ليحلّ في الأبدان. كما أنّه يحدّثنا عن تكوّن الجسم في الرحم، ومسيرة حياته، إلى أن يوضع في التراب. وكأنّه يردّد كلام السيّد المسيح للإنسان «من التراب وإلى التراب تعود». وباختصار فإنّ الجيلي قدّم لنا صورة عن فلسفته الصوفيَّة من خلال أبيات قصيدته الشعريَّة هذه.

## مؤلّفاته
وضع الجيلي ما يزيد على ثلاثين مؤلّفاً، في مختلف المواضيع الصوفيَّة والفلسفيَّة. منها ما طُبع ومنها لا يزال مخطوطاً دفين المكتبات. ونورد هنا بعضاً من أسمائها:
1- المناظر الإلهيَّة. وهو كتاب صغير، فيه مئة منظر ومنظر من المناظر النُورانيَّة التي كان قد رآها الجيلي خلال خلواته بربّه. وقد شرح فيه حال كلّ
منظر، وذكر لآفة حال ذلك المنظر. والكتاب يساعد المريد على الاطّلاع على الأحوال والمقامات التي يمرّ بها السالك إلى الله. كما يطّلع على الحكم والقواعد الصوفيَّة وغير ذلك. وقد نُشر الكتـاب بتحقيق نجـاح محمود الغنيمي مع دراسة. وقد طُبع في القاهرة - مصر سنة 1407 ه‍ / 1987 م.
2- الكهف والرقيم، في شرح بسم الله الرحمن الرحيم. وهو أوّل كتاب وضعه الجيلي في عالم الصوفيَّة. ويعتمد في شرحه على طريقة علم الحروف وحساب الجمّل، والتي عُرف ولع المتصوّفة بها. وقد طُبع بالقاهرة سنة 1326 ه‍ / 1905 م.
3- جنّة المعارف وغاية المريد والعارف. وهي رسالة صغيرة كان قد ألّفها الجيلي قبل رحيله إلى بلاد اليمن. وقد وضعها باللغة الفارسيَّة.
4- القاموس الأقدم والناموس الأعظم. وهو كتاب مؤلّف من أكثر من أربعين جزءاً. وقد ذكره الجيلي في كتابه شرح مشكلات الفتوحات المكّيَّة. ومن أجزاء هذا الكتاب، لوامع الموهن - سرّ النُور المتمكّن - لسان القدر بنسيم السحر - شمس ظهرت لبدر - قاب قوسين وملتقى الناموسين - روضات الواعظين... والكتاب ما زال معظمه مخطوطاً.
5- القصيدة العينيَّة، أو قصيدة النادرات العينيَّة. وهي قصيدة شعريَّة طويلة فيها 540 بيتاً من الشعر، كما ذكرنا.
6- قطب العجائب وفلك الغرائب. وهو كتاب مفقود. ذكره الجيلي في مقدّمة كتابه «الإنسان الكامل» (ص20–21) بقوله: «هذا الكتاب هو الإنسان الكامل، لا يفهمه حقّ فهم إلاّ مَن كان وقع على كتاب قطب العجائب وفلك الغرائب، ثمّ نظر إليه فوجده جميعه فيه. فإنّ هذا الكتاب له كالأمّ بل كالفرع، وهو لهذا الكتاب كالأصل بل كالفرع. فافهم المراد بالكتابين والمخاطب بالخطابين تحلّ الرموز وتحوز الكنوز». نفهم من كلام الجيلي أنّ الكتابين يكمّل الواحد الآخَر.
7- مراتب الوجود. وهو كتاب صغير. يقسّم فيه الجيلي الوجود إلى أربعين مرتبة. أوّلها مرتبة العماء المطلق وآخِرها مرتبة الإنسان الكامل. ويُعَدّ هذا الكتاب آخِر مؤلّفات الجيلي. وقد نُشر بطبعة غير محقّقة في مصر، والطبعة غير مؤرّخة.
8- الكمالات الإلهيَّة في الصفات المحمّديَّة. انتهى الجيلي من تأليفه سنة 805 ه‍ / 1304 م، في مدينة زبيدة ببلاد اليمن. وقد أشار بطريقة غير مباشرة إلى كتابه هذا في الصفحة الأخيرة من كتابه المناظر الإلهيَّة، بقوله: «يتجلّى الحقّ تعالى في هذا المشهد (المنظر الحادي بعد المئة: العجز عن درك الإدراك: إدراك) بتجلٍّ يكشف فيه للعبد عمّا أودعه في روحه من الكمالات الإلهيَّة، التي يعجز الكون بما فيه عن حمله. فإذا أشرف عليها شمّ، بقوّة الأحدية، ما فاته من علم ما فيه من تلك الكمالات الإلهيَّة، والاتّصاف بها».
9- لوامع البرق الموهن. وهو كتاب صغير يذكر فيه الجيلي بعض الحضرات القدسيَّة التي اتّسعت لها القلوب المحمّديَّة. والكتاب مؤلّف من ثمانية أبواب، وكلّ باب فيه ذكر تجلٍّ ما. والكتاب منشور بدون تاريخ.
10- شرح الفتوحات المكّيَّة وفتح الأبواب المغلقات من العلوم اللدنيَّة. ليس هذا الكتاب شرحاً كاملاً ومفصّلاً، لأبواب وفصول كتاب الفتوحات المكّيَّة لمحيي الدين ابن عربي، كما يظنّ القارئ. وإنّما هو شرح صوفيّ للباب التاسع والخمسين بعد الخمسمائة من كتاب الفتوحات المكّيَّة المذكور. وهذا ما يؤكّده ابن عربي بنَفْسه. وللكتاب عدد من النسخ الخطّيَّة محفوظة في كبريات المكتبات الخطّيَّة العربيَّة، نذكر منها مكتبة معهد الأحمدي، طنطا - مصر. المكتبة الظاهريَّة دمشق - سورية، ومكتبة البلدية بالإسكندرية - مصر. وقد حقّق الكتاب يوسف زيدان، ثمّ نُشر ضمن سلسلة تراثنا (المصريَّة)، عام 1999 بمصر.
11- كتاب الإنسان الكامل في معرفة الأواخر والأوائل. أجمع المؤرّخون على أنّ كتاب الجيلي هذا، إنّما هو كتاب في اصطلاح الصوفيَّة. ويرى بعضهم الآخَر أنّ أفكار الكتاب ليست سوى عرض موجز للأفكار الغنوصيَّة عند ابن عربي. وقد كتبه لتيسير فهم المعنى الذي ذهب إليه، وأنّه - بصرف النظر عن محاولة تحديد فكرة العلوّ المطلق لله في مقابل الإنسان الكامل - لم يقدّم في هذا الكتاب جديداً ، على حين رأى آخَرون أنّه كتاب مليء بالوساوس. ينقسم الكتاب إلى ثلاثة وستّين باباً، يبحث فيها الجيلي بمذهب وحدة الوجود. وقد طرح مذهبه، من خلال فصولها، بكثير من الحكمة، حتّى لا يترك للقارئ أدنى شكّ في كلامه وأفكاره.
يقول الجيلي في مقدّمة كتابه: «اعلمْ أنّ كلّ علم لا يؤيّده الكتاب والسنّة فهو ضلالة لا لأجل ما لا تجد أنت ما يؤيّده، فقد يكون العلم نَفْسه مؤيّداً بالكتاب والسنّة، ولكنّ قلّة استعدادك منعتك من فهمه». ويتابع الجيلي قائلاً:
«أن يكون العلم وارداً على مَن اعتزل عن المذاهب والتحق بأهل البدعة، فهذا العلم هو المرفوض». اتّبع الجيلي في كتابه هذا، المنهج الفلسفيّ اليونانيّ. وكثيراً ما أورد الأبيات الشعريَّة، ثمّ شرحها ليعرض فكرة ما من أفكاره الكثيرة. وبهذه الطريقة في عرض الأفكار، يكون قد نهج منهج ابن عربي في عرضه للأفكار: وما ذاك إلاّ أنّنا روحُ واحدٍ فذاتي لها ذاتٌ، واِسمي اسمُها
تداوَلَنا جسمان، وهو عجيبُ
وحالي بها، في الاِتّحاد، عجيبُ
والجيلي يعرض أفكاره، متدرّجاً بها من الذات، مروراً بالألوهيَّة، وفي الحياة، وفي الجلال، وفي الأزل، إلى نزول الحقّ، ثمّ في العرش، وفي العقل الأوّل، وفي الفكر، وفي الصورة المحمّديَّة، وفي النَفْس، ليصل إلى الباب الستّين. وهذا الباب عنوانه «الإنسان الكامل»، وهو أهمّ فصل في الكتاب. وهو يصرّح بذلك، إذ يقول: «اعلمْ أنّ هذا الباب عمدة أبواب هذا الكتاب، بل جميعه، من أوّله إلى آخِره شرح لهذا الباب». والإنسان الكامل هو محمّد (ص). وهو مقابل للحقّ والخلق.
يقدّم لنا الجيلي في هذا الباب عرضاً مفصّلاً لنظريّته في الإنسان الكامل، فهو «النبيّ محمّد (ص) إذ هو الإنسان الكامل بالاتّفاق، وليس لأحد من الكُمَّل ما له من الخلق والأخلاق». «واعلمْ أنّ الإنسان الكامل مقابلٌ لجميع الحقائق الوجوديَّة بنَفْسه، فيقابل الحقائق العلويَّة بلطافته، ويقابل الحقائق السفليَّة بكثافته». «ثمّ اعلمْ أنّ الإنسان الكامل هو الذي يستحقّ الأسماء الذاتيَّة والصفات الإلهيَّة استحقاق الأصالة والملك بحكم المقتضى الذاتيّ».
نفهم من كلام الجيلي أنّ محمّداً (ص) هو القطب الذي تدور حوله أفلاك الوجود، وهو موجود واحد منذ كان الوجود وإلى الأبد. إلاّ أنّه يظهر في كلّ عصر باسم دون اسم. وكلّ اسم له يليق في هذا العهد، وهذا لا يعني أنّه تناسخ، وبهذا المعنى يقول: «اجتمعت (به) وهو بصورة شيخي، الشيخ شرف الدين إسماعيل الجبرتي، ولست أعلم أنّه النبيّ (ص)، وكنت أعلم أنّه الشيخ». هناك شرح لكتاب «الإنسان الكامل»، وضعه أحمد بن محمّد المدني (ت 1071 ه‍ /1660م)، ويتضمّن في معظمه انتقاداً للمؤلّف ولأفكاره. أمّا الكتاب بحدّ ذاته فقد طُبع عدّة مرّات بمصر. وهناك عدد من نسخه المخطوطة موزّعة بين المكتبات العربيَّة والعالَميَّة، نذكر منها: المكتبة العموميَّة بدمشق - المكتبة الخالديَّة بالقُدْس - المكتبة الوطنيَّة بباريس - ومكتبة المتحف البريطانيّ.

## أنظر
- جيلان (العراق)
- جاكير الجيلي
- عبد القادر الجيلاني
- جغرافية الباز الأشهب (كتاب)
- جمال الدين فالح الكيلاني
- عماد عبد السلام رؤوف

## *مصادر البحث*
1- ألفا، روني إيلي وجورج نخل، موسوعة أعلام الفلسفة، الطبعة الأُولى، بيروت - لبنان 1992.
2- بدوي، عبد الرحمن، الإنسان الكامل في الإسلام، الطبعة الثانية، بيروت -لبنان 1976.
3- بروكلمان، كارل، تاريخ الأدب العربيّ، ترجمة عبد الحليم النجّار وآخَرَين، القاهرة - مصر 1977.
4- الجيلي، عبد الكريم، الإنسان الكامل في معرفة الأواخر والأوائل، تحقيق: أبو عبد الرحمن صلاح بن محمّد عويصة، الطبعة الأُولى، بيروت - لبنان 1997.
5- الجيلي، عبد الكريم، لوامع البرق الموهن، بدون تاريخ.
6- الجيلي، عبد الكريم، النادرات العينيَّة، تحقيق يوسف زيدان، الطبعة الأُولى، القاهرة - مصر 1999.
7- الجيلي، عبد الكريم، المناظرات الإلهيَّة، تحقيق نجاح محمود الغنيمي، الطبعة الأُولى، القاهرة - مصر 1987.
8- الجيلي، عبد الكريم، الكهف والرقيم، القاهرة - مصر 1326 للهجرة / 1906 للميلاد.
9- الجيلي، عبد الكريم، مراتب الوجود، القاهرة - مصر، بدون تاريخ.
10- الحنفي، عبد المنعم، موسوعة الفلسفة والفلاسفة، الطبعة الثانية، القاهرة - مصر 1999.
11- الحنفي، عبد المنعم، الموسوعة الصوفيَّة، الطبعة الأُولى، القاهرة - مصر 2003 .
12- خليفة، حاجي، كشف الظنون عن أسامي الكتب والفنون، بيروت - لبنان 1994.
13- زيدان، يوسف، الفكر الصوفيّ بين عبد الكريم الجيلي وكبار الصوفيَّة، الطبعة الثانية، القاهرة - مصر 1998.
14- زيدان، يوسف، عبد الكريم الجيلي، فيلسوف الصوفيَّة، القاهرة - مصر 1988.
15- الزركلي، خير الدِين، الأعلام، الطبعة السابعة، بيروت - لبنان 1986.
16- علم الدِين، سليمان سليم، التصوّف الإسلاميّ، الطبعة الأُولى، بيروت - لبنان 1999.
17- سركيس، يوسف، معجم المطبوعات العربيَّة والمعرّبة، القاهرة - مصر 1928.
18- مبارك، زكي، التصوّف الإسلاميّ في الأدب والأخلاق، بيروت - لبنان، بدون تاريخ.
19-الكيلاني، جمال الدين فالح، الشيخ عبد القادر الكيلاني رؤية تاريخية معاصرة، مكتبة مصرمرتضى، بغداد2010.
1. ↑  زيدان، يوسف. 2008. عبد الكريم الجيلي: فيلسوف الصوفية. القاهرة: دار الشروق
2. ↑  الكيلاني، جمال الدين فالح، جغرافية الباز الاشهب، الدار المغربية للثقافة والعلوم، الرباط ، 2012 ، ص 12.
3. ↑  عماد عبد السلام رؤوف ، عبد الكريم الجيلي ، مجلة التربية الاسلامية ، بغداد ، 1977.
4. ↑  من أوراق عبد الحميد العلوجي ، مخطوط عند أسرته ، ص 321
5. ↑  دليل الجوامع والمساجد التراثية والأثرية - ديوان الوقف السني في العراق - صفحة 45.